# Jane Hae Kim
Jane Hae Kim (koreanisch 제인 해 킴) ist eine südkoreanisch-US-amerikanische Theater- und Filmschauspielerin.

## Leben
Hae Kim wuchs bilingual mit Englisch und Koreanisch als Muttersprachen auf.
Am Art Center College of Design erlangte sie ihren Bachelor of Arts in Illustration. Ab 2013 bis 2016 folgten mehrere Besetzungen in Kurzfilmen. 2014 feierte sie ihr Filmschauspieldebüt im Film I Cannot Go on as I Am. 2015 spielte sie in Road Wars – Willkommen in der Hölle die Rolle der Susan. 2017 verkörperte sie in sechs Episoden der Fernsehserie Sweet Nothings die Rolle der Erin. 2018 spielte sie in fünf Episoden der Fernsehserie Redway Manor die Rolle der Rebecca Newton. Im selben Jahr erschien der Kurzfilm Waves, für den sie als Schauspielerin sowie als Regisseurin oder Drehbuchautorin fungierte. In den nächsten Jahren folgten Episodenrollen in den Serien Navy CIS und Star Trek: Picard.
Sie wirkte an mehreren Theaterstücken mit. 2023 hatte sie eine größere Rolle als Claire im Theaterstück Menstruation: A Period Piece am Big Little Theatre Company at the L.A. LGBT Center inne.

## Filmografie (Auswahl)
- 2013: The Mastery (Kurzfilm)
- 2014: I Cannot Go on as I Am
- 2014: D.P. (Kurzfilm)
- 2014: Yellow Rice (Kurzfilm)
- 2014: Conquis (Kurzfilm)
- 2014: It’s Not a Game (Kurzfilm)
- 2015: Road Wars – Willkommen in der Hölle (Road Wars)
- 2015: Axiom (Kurzfilm)
- 2015: Miss Moto, Part 1 (Kurzfilm)
- 2015: Please Turn Off Your Cellphone (Kurzfilm)
- 2015: The Treachery of Images (Kurzfilm)
- 2016: Well Adjusted (Kurzfilm)
- 2017: Sweet Nothings (Fernsehserie, 6 Episoden)
- 2017: Smokers Die Slowly Together (Kurzfilm)
- 2018: Redway Manor (Fernsehserie, 5 Episoden)
- 2018: Waves (Kurzfilm; Regie und Drehbuch)
- 2019: Navy CIS (NCIS, Fernsehserie, Episode 17x05)
- 2019: What Lies West
- 2020: Star Trek: Picard (Fernsehserie, Episode 17x05)
- 2020: postpartumm... (Kurzfilm)
- 2022: Ballerinas (Kurzfilm)

## Theater (Auswahl)
- Women of 4G, Toulle
- Drive Theatre/Amy Tofte, REDCAT/Highways/Lyric Theatre
- The Big Blue, The Complex/Fierce Backbone
- The Kitchen/One Night Stand, Hollywood Fringe 2014/Studio C
- Private Conversations, Eclectic Company Theatre
- Menstruation: A Period Piece, Big Little Theatre Company at the L.A. LGBT Center